# Полазна
Полазна (на руски: Полазна) е селище от градски тип в Русия, разположено в Добрянски район, Пермски край. Населението му към 1 януари 2018 година е 13 014 души.